# Janko (priimek)
Janko je priimek v Sloveniji, ki ga je po podatkih Statističnega urada Republike Slovenije na dan 1. januarja 2010 uporabljalo 138 oseb.

## Znani nosilci priimka
- Alojz (Lojze) Janko (1943—2019), pravnik, in politik, ustavni sodnik
- Angela Janko-Jenčič (1929—2004), igralka
- Anton Janko (1939—2024), germanski filolog, literarni zgodovinar, univ. profesor
- Breda Janko, sopranistka
- Eva Janko (*1945) (prv. Eva Egger), avstrijska atletinja
- Marc Janko (*1983), avstrijski nogometaš
- Martin Janko (1942—2003), zdravnik nevrolog, univ. profesor
- Vekoslav Janko (1899—1973), operni pevec
- Zvonimir Janko (1932—2022), hrvaški matematik ("Jankove skupine")